# Oliver Korn
Oliver Korn (født 10. juni 1984) er en tysk hockeyspiller, som har deltaget i tre olympiske lege.
Korn begyndte at spille hockey i en tidlig alder i Düsseldorfer HC. I 2006 skiftede han til Crefelder HTC, med hvem han tysk mester og vandt Europa-cuppen for mesterhold. Det blev dog kun én sæson i Krefeld, inden han vendte tilbage til Düsseldorf. I 2010 skiftede han til Uhlenhoster HC.
Han debuterede på det tyske A-hockeylandshold i 2005, og hans første triumf med dette hold var ved indendørs-VM i 2007, hvor tyskerne vandt guld. Samme år blev det også til sejr i Champions Trophy.
Korn var første gang med til OL i 2008 i Beijing, hvor Tyskland blev nummer to i indledende pulje. I semifinalen vandt de over Holland efter straffeslag, mens de i finalen sikrede sig guldet efter en sejr på 1-0 over Spanien, der fik sølv, mens Australien fik bronze.
Ved OL 2012 i London indledte Tyskland med at blive nummer to i deres pulje, hvorpå de i semifinalen besejrede Australien 4-2, inden de genvandt OL-guldet med sejr på 2-1 over Holland, mens Australien blev nummer tre.
Han var også udtaget til OL 2016 i Rio de Janeiro, men fik ikke spilletid, da tyskerne vandt bronze.
Han har spillet over 200 landskampe og har i flere omgange indstillet sin karriere, men alligevel taget spillet op igen på lavere niveau, blandt andet i 2019 i Düsseldorf. Han arbejder nu i T.H.W., et firma der leverer udstyr til hockey.